# Хамелеон чотирирогий
Хамелеон чотирирогий (Trioceros quadricornis) — представник роду Trioceros з родини Хамелеонів. Має 3 підвиди.

## Опис
Загальна довжина сягає 37 см. Спостерігається статевий диморфізм — самки зазвичай менше самців на 5-7 см, але більш кремезні. Незважаючи на свою назву, самці зазвичай мають 3 роги, четвертий може бути не розвинений. На конці морди є два роги, спрямованих уперед. Вони короткі та кільчасті. Позаду цих рогів знаходиться ще пара рогів. Починаючи з нижньої щелепи проходить черевної гребінь, який зменшується ближче до хвоста. Особливо великий гребінь на спині і першої третини хвоста нагадує плавник. У самок немає ні рогів, ні високих гребенів, хоча іноді у самок розвиваються рудиментарні маленькі роги та незначні потовщення спинного гребеня.
Забарвлення коливається від синього до темно-зеленого та чорного. Основні відтінки: від світло-зеленого до зеленого розбавлені хвилеподібним малюнком синьо-білого кольору. Щелепа забарвлена червоним.

## Спосіб життя
Полюбляє важкодоступні гірські, дощові ліси, іноді зустрічається на горбистих саванах. Живляться комахами та іншими безхребетними.
Це яйцекладна ящірка. Статева зрілість настає у 6 місяців. Після парування самка через 1,5-3 місяці відкладає 8—15 яєць. Через 5-6 місяців з'являються хамелеончата.
Тривалість життя до 5 років.

## Розповсюдження
Це ендемік Африки. Мешкає здебільшого у Камеруні та деяких районах Нігерії.

## Підвиди
- Trioceros quadricornis quadricornis
- Trioceros quadricornis eisentrauti
- Trioceros quadricornis gracilior